# Neutrotte

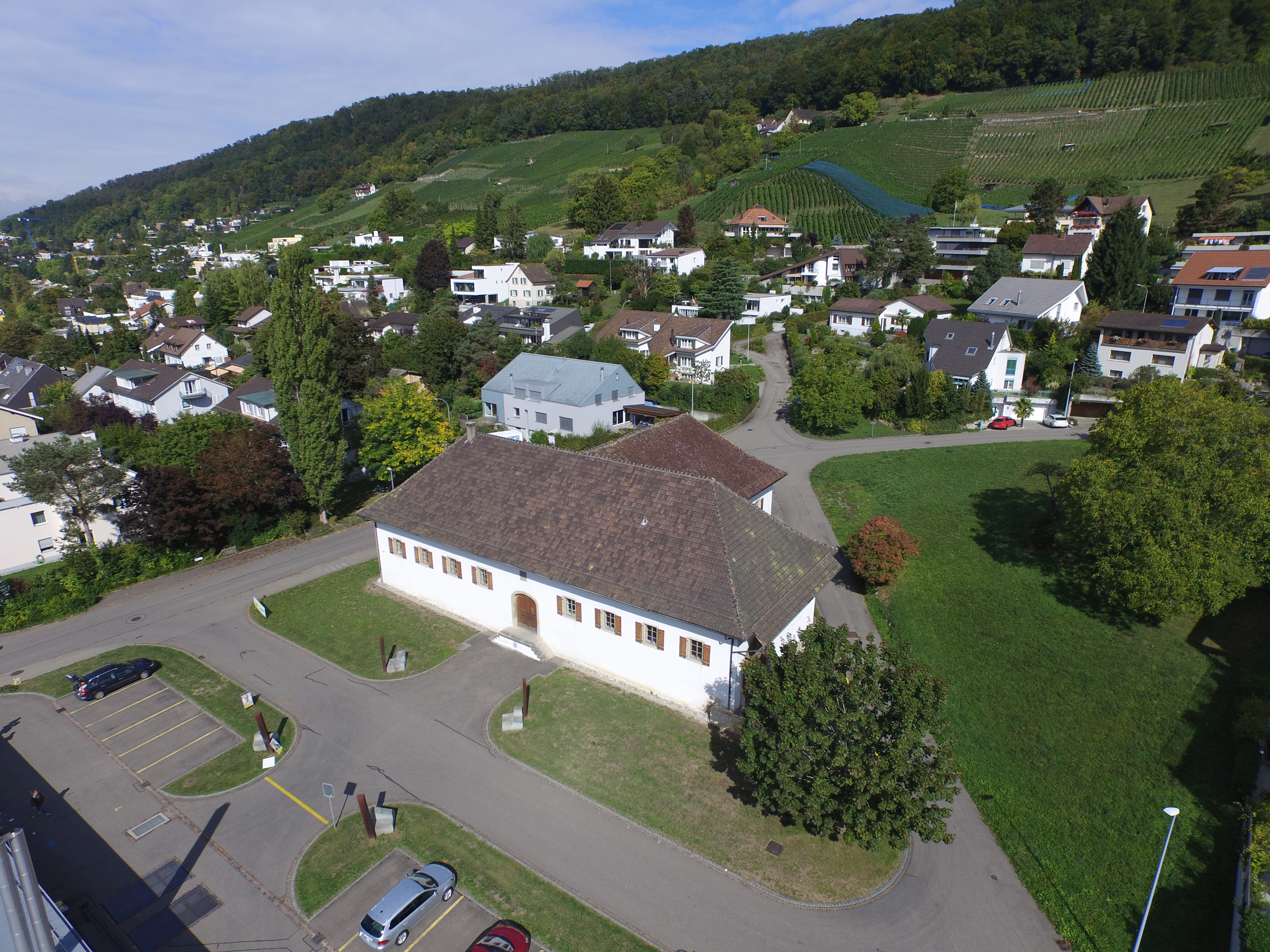
Blick auf die Neutrotte

Die Neutrotte ist eine der ursprünglich acht Trotten auf dem Gemeindebann der Gemeinde Wettingen im schweizerischen Kanton Aargau.

## Geschichte
Da das Recht zur Kelterung allein beim Kloster lag, wurde die Neutrotte, ebenso wie die anderen Wettinger Trotten, durch das Kloster erbaut. Als 1725 das alte Bergtröttli abgerissen wurde, wurde der dortige Trottbaum von 1688 in die Neutrotte eingebaut. Bei der Aufhebung des Klosters 1841 ging sie in den Besitz des Kantons über der sie 1859 für 4015 Franken verkaufte. Von 1883 bis 1903 wurden darin obdachlose Familien untergebracht. Heute ist sie im Besitz der Gemeinde und steht unter Denkmalschutz.